# Angelika Dierichs
Angelika Dierichs (* 1943) ist eine deutsche Klassische Archäologin.
Angelika Dierichs studierte zwischen 1962 und 1966 Germanistik und Romanistik auf Lehramt an der Universität Göttingen. Anschließend war sie bis 1970 Realschullehrerin für Deutsch, Französisch und Kunsterziehung. 1971 begann sie ein zweites Studium der Klassischen Archäologie und der Kunstgeschichte an der Universität Regensburg. 1977 bestand sie die Magisterprüfung und promovierte 1980 mit einer Arbeit zum Thema „Das Bild des Greifen in der frühgriechischen Flächenkunst“. Nach dem Studium begann Dierichs freiberuflich in der Erwachsenenbildung zu arbeiten, hält Vorträge und organisiert Seminare und Studienreisen. Zudem schreibt sie unter anderem für die Zeitschrift Antike Welt.
Dierichs hat Verdienste bei der Vermittlung Kulturhistorischer Themenbereiche an ein breiteres Publikum. Ihre Bücher aus der Reihe Zaberns Bildbände zur Archäologie zur erotischen Kunst der Griechen und Römer der Antike oder zur Geburtshilfe der Antike im Rahmen der Reihe Kulturgeschichte der Antiken Welt füllten lange vorhandene Forschungslücken und sammelten weit verstreute Einzelstudien.

## Schriften
- Erotik in der Kunst Griechenlands. Raggi-Verlag, Jona 1988 (Sondernummer der Antiken Welt)
- Griechische Sagen. Landesbildstelle Westfalen, Münster 1989 (= Westfalen im Bild. Reihe Kunst und Kulturgeschichte in Westfälischen Museen, Heft 11)
- Erotik in der Kunst Griechenlands. von Zabern, Mainz 1993 (= Zaberns Bildbände zur Archäologie/Antike Welt. Sonderheft, Band 9) ISBN 3-8053-1540-6
- Erotik in der römischen Kunst. von Zabern, Mainz 1997 (= Zaberns Bildbände zur Archäologie/Antike Welt. Sonderheft) ISBN 3-8053-2014-0
- Herausgeberin mit Hans-Werner Kalkmann: „Europa, besteige den Stier!“. 16. Mai bis 30. August 1998. Eine Ausstellung des Kunstvereins Bad Salzdetfurth im Kunstgebäude Schloßhof Bodenburg. Kunstverein Bad Salzdetfurth, Bad Salzdetfurth 1998
- Von der Götter Geburt und der Frauen Niederkunft. von Zabern, Mainz 2002 (= Kulturgeschichte der Antiken Welt, Bd. 82) ISBN 3-8053-2815-X
- Korfu-Kerkyra. Die grüne Insel im Ionischen Meer von Nausikaa bis Kaiser Wilhelm II. von Zabern, Mainz 2004 (= Zaberns Bildbände zur Archäologie/Antike Welt. Sonderheft) ISBN 3-8053-3324-2
- mit Anne Viola Siebert: Duftnoten. Was Griechen und Römern in die Nase stieg. Kestner-Museum, Hannover 2006 (= Museum Kestnerianum, Band 10) ISBN 3-924029-39-3